# Belga Kongó
A Belga Kongó néven ismert terület Belgium közép-afrikai gyarmata volt. A Kongói Szabadállamból alakították ki 1908-ban, amely addig II. Lipót belga király magántulajdona volt. A Szabadállamban elkövetett kegyetlenkedések, gyilkosságok és a lakosság kizsákmányolása miatt a nemzetközi közvélemény arra kényszerítette a belga államot, hogy 1908. november 15-én saját irányítása alá vonja a területet.
A gyarmat 1960. június 30-án nyerte el függetlenségét, előbb Kongói Köztársaság, majd később felvette a Kongói Demokratikus Köztársaság nevet. A függetlenség kivívása után két terület is kikiáltotta önállóságát: Katanga, illetve Dél-Kasai.

## Belga Kongó története

### Előzmények
A Kongó-medence feltárását II. Lipót belga király támogatta, aki személyesen bízta meg Henry Morton Stanley amerikai újságírót és Afrika-kutatót a térség feltérképezésével. Az 1885-ös berlini konferencia Lipót magántulajdonába juttatta a térséget, ahol megalakult a Kongói Szabadállam. A gyarmati adminisztráció kiépítése és a terület nyersanyagainak (elsősorban nyersgumi és elefántcsont) kiaknázása rendkívül kegyetlen módszerekkel történt, mindennapos volt a bennszülöttek kínzása, megcsonkítása, a beszolgáltatási kvótát nem teljesítő falvak felgyújtása. A kegyetlenségek, az éhínség és a trópusi járványok következtében több millióan haltak meg (különféle források 3 és 30 millió közé teszik az áldozatok számát).

### Belga Kongó 1908–1945 között
A nemzetközi közvélemény már az 1890-es években értesült a gyarmati közigazgatás kegyetlenkedéseiről, de csak Roger Casement ír diplomata, angol konzul 1903-as jelentése után változott a helyzet. A belga állam végül 1908. november 15-én aláírt szerződésében állami közigazgatás alá vonta a Szabadállamot, amelyet a következő év augusztusában a belga parlament, októberben pedig a király is elismert.

Belga Kongó egyszerűsített címere

Belga Kongót a Boma városában székelő főkormányzó igazgatta. A gyarmatot 15 adminisztratív körzetre osztották fel, és minden régió élére alkormányzókat neveztek ki. A gyarmati közigazgatás költségeit az állami költségvetés fedezte, a Brüsszelben székelő belga kormány tagja lett a gyarmatügyi miniszter, valamint megalapították a miniszter elnökségével a Gyarmati Tanácsot. Utóbbinak 14 tagja volt, akik közül 8 főt a király, 3-3 főt a belga parlament alsó- és felsőháza nevezett ki.
A gyarmati közigazgatás kiépítésével a bennszülöttek helyzete fokozatosan javult a II. Lipót uralkodása alatt tapasztalt helyzethez képest. Megkezdődött az oktatási rendszer fejlesztése, amelyet túlnyomó részt a katolikus egyház dominált, ritkábban a protestáns egyházak is létrehoztak egy-egy iskolát. 1948-ban az iskolák 99,6%-át keresztény hittérítők működtették. Az iskolai tananyagban kiemelt helyett kapott a keresztény értékek elterjesztése, valamint alapvető készségek elsajátítása: a bennszülött gyerekek megtanultak írni, olvasni és alapvető számtani műveleteket elvégezni. A korabeli belga közvéleményben a gyarmati helyzetről elterjedt képet jól tükrözi Hergé képregénye, „Tintin kalandjai Kongóban”.
A gyarmat politikai életében teljes mértékben a belga állam akarata dominált. Nem voltak demokratikus intézmények, az államfő továbbra is Lipót király, illetve utódai voltak (bár nem volt közvetlen befolyásuk a gyarmat irányítására). A belga kormányzat döntéseit és a gyarmati közigazgatás napi ügyeit a kinevezett főkormányzó által felügyelt, csak fehérekből álló közigazgatás hajtotta végre. A bennszülött lakosság szinte semmilyen joggal nem rendelkezett, nem választhattak, nem gyülekezhettek, nem hozhattak létre pártokat, és számos megkülönböztető rendelkezést vezettek be ellenük.

### Gazdaság
A belga állam támogatásával jött létre a Belga Kongó Bank és számos tröszt, amelyek a gyarmat jelentős nyersanyag-lelőhelyeinek kiaknázását vezették. Ötven év alatt 5,5 millió tonna rezet, több mint 3 tonna ipari gyémántot és 260-270 ezer kiló aranyat termeltek ki a belga kongói bányákból.
Belga Kongó volt a második világháború során az urán egyik legnagyobb kitermelője. A háború során a Belga Kongó egyik tartományában, Katangában kezdte meg működését a világ egyik első uránbányája, és itt voltak a világ akkor ismert legnagyobb uránlelőhelyei. Az amerikai atombomba-projekthez egy belga cég, a Union Minière du Haut Katanga szolgáltatta a nyers uránércet, elsősorban a Shinkolobwe környékén található bányákből.
A gyarmat megalakulása után is folytatódott az emberi munkaerő kizsákmányolása, bár korántsem olyan kirívóan kegyetlen módon, mint Lipót alatt. A második világháború, majd a koreai háború alatt igen nagy kereslet volt a kongói bányákból kitermelt színesfémek iránt, azonban a bányaművelés módszerei igen kevéssé változtak, elsősorban a biztonság terén. Több tízezer bányamunkás vesztette életét annak következtében, hogy a bányák termelését 1940-1945 között duplájára növelték, lényegében mindenféle beruházás vagy fejlesztés nélkül.

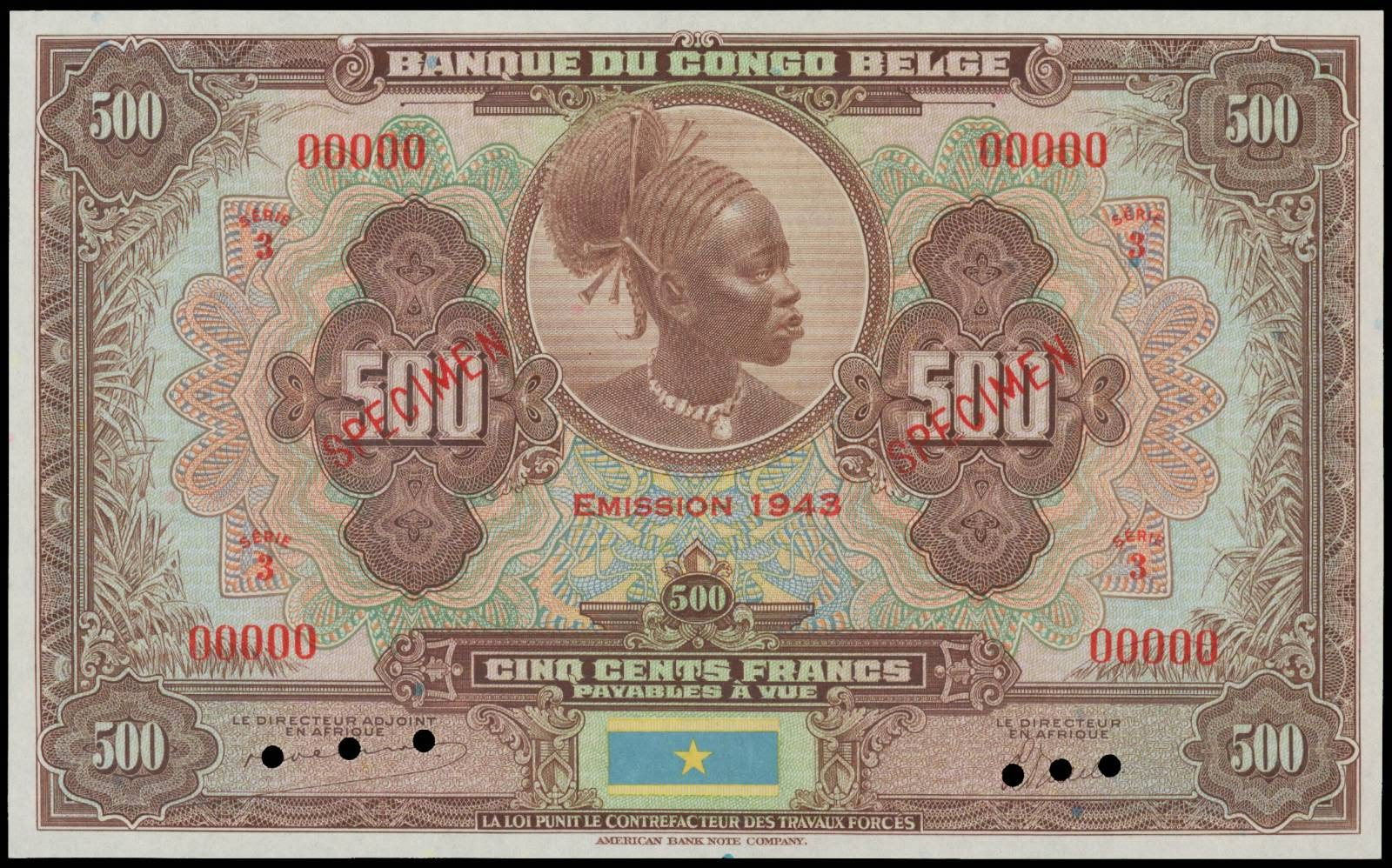
Belga kongói, 1943-as 500 frankos bankjegy előoldala.
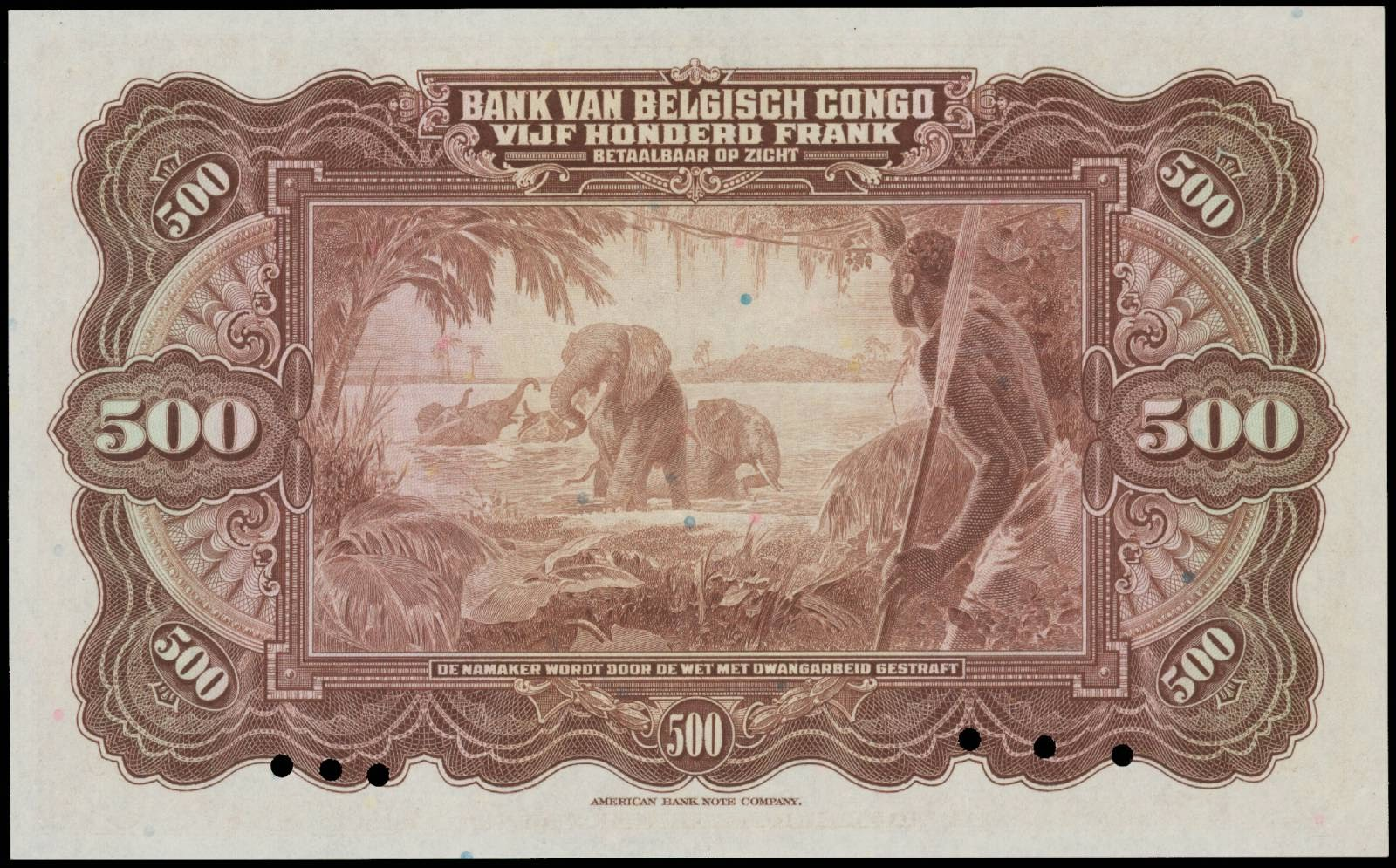
Belga kongói, 1943-as 500 frankos bankjegy hátoldala.

## Belpolitikai problémák
1919-ben lázadások robbantak ki a gyarmaton, melyeket csak 1921-re tudtak elfojtani a belga hatóságok. Ekkor kezdett el prédikálni Simon Kimbangu, („Ngunza”, vagy Próféta), aki baptista misszionáriusoknál nevelkedett. Tanítása, mely szerint eljön majd a megváltás órája, amikor a gyarmati rendet felváltja „Isten birodalma”, óriási visszhangot keltett a bennszülöttek között és a függetlenségi mozgalom előfutára volt.
1941-ben a bányákban sztrájkok törtek ki a fokozódó termelés és a rosszabbodó munkakörülmények miatt. Egyes esetekben a bennszülött katonák fellázadtak belga tisztjeik ellen.
1952-ben Léon Pétillon főkormányzó levélben fordult a gyarmatügyi miniszterhez, mivel véleménye szerint Belgium hamarosan elvesztheti egyetlen, jól jövedelmező gyarmatát, amennyiben a helyzet nem változik. Pétillon azt szerette volna elérni, hogy javítsák a bennszülött lakosság helyzetét és jogait, akár választójogot is adott volna nekik. A belga kormány ellenezte a javaslatot, amely véleménye szerint destabilizálta volna a régiót. A belga parlament egyes tagjai felvetették, hogy a gyarmatot egyesítsék a belga királysággal, és így minden kongói lakos belga állampolgár lett volna, de ez a javaslat sem hozott eredményt.
A belga kormány nem volt képes semmilyen nagy változást végrehajtani, mert nem rendelkezett hosszú távú tervekkel a gyarmat jövőjét illetően. Bizonyos politikai szabadságjogokat bevezettek, de a kialakuló politikai életet nagymértékben komplikálták a bennszülött törzsek közötti ellentétek (ld. lejjebb). Az anyaországi adminisztráció először kisebb, közigazgatási reformokkal próbálta stabilizálni a helyzetet.

## Nacionalizmus, függetlenségi mozgalmak és Kongó önállósága
Az 1950-es években két, szemléletében meglehetősen eltérő függetlenségi mozgalom bontakozott ki Kongóban: a területi nacionalizmuson alapuló mozgalom, amely Kongó önállóságát és területi egységét támogatta, illetve az etnikai-vallási mozgalom, amely a törzsi különállást és az egyes régiók függetlenségét támogatta

### Joseph Kasavubu és az Abako
1950-ben alakult meg a Abako, a bakongo törzs nyelvművelő és kulturális társasága. A társaság elnöke 1955-től Joseph Kasavubu volt, aki a kibontakozó függetlenségi mozgalom élére állt. Kasavubu a törzsi különállás híve volt, mindenekelőtt a bakongókat akarta egyesíteni, és a hajdani Kongói Királyság utódállamát szerette volna megteremteni.
A törzsi különállás eszméje elsősorban a nyugati partvidéken, a bakongo törzs területein, illetve Kasaï, and Katanga területén terjedt el.

### Patrice Lumumba és az MNC

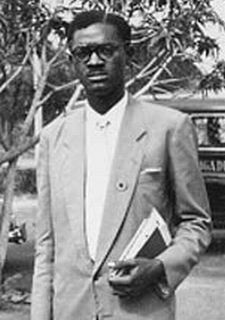
Patrice Lumumba

Az Abako nagy riválisa volt Patrice Lumumba, az öregdiákok egyesületének, a bennszülött tisztviselők érdekvédelmi szervezetének és postások szakszervezetének elnöke. 1956 tavaszán Lumumba kezdeményezésére megalakították Kongó első igazi politikai pártját, a Mouvement National Congolais-t (Kongói Nemzeti Mozgalom). Az MNC volt az első nemzeti párt, amely szembefordult a törzsi elkülönüléssel. Megalapítása után hamarosan 4 régióban megjelentek a párt támogatói (akkoriban 6 régió volt).
Lumumba véleménye szerint „Kongó mindaddig nem szabadulhat meg a gyarmati uralomtól, ameddig nem szabadul meg saját jogfosztottságától, ameddig az imperialista erőket nem fosztják meg legfőbb társadalmi bázisuktól – a törzsi konzervativizmustól.” Patrice Lumumba követelései között szerepelt az egységes, központosított, demokratikus nemzeti állam, a független Kongói Köztársaság megalapítása.
Az MNC megalakulását követte 1958 decemberében az akkor már független Ghána elnökének, Nkrumahnak kezdeményezésére megszervezett accrai tanácskozás az afrikai gyarmatok jövőjéről, majd ugyanebben a hónapban Kongóban az MNC és az Abako megtartotta első politikai nagygyűlését.
1959-ben szakadás következett be az MNC-ben, amikor Albert Kalonji vezetésével kiváltak azok az MNC vezetők, akik mérsékeltebb politikai irányt képviseltek, az új párt a Mouvement National Congolais-Kalonji nevet vette fel. A szakadás ellenére Lumumba pártja (amely a Mouvement National Congolais-Lumumba nevet vette fel) Kongó legfontosabb és legbefolyásosabb politikai pártjává fejlődött.

## Választások és a függetlenség kikiáltása
A nacionalista-függetlenségi mozgalmak nagy nyomás gyakoroltak az anyaországra, hogy a gyarmati státuszból Belga Kongót független, önálló állammá alakítsák. Ugyanakkor Belgium aláírta az ENSZ alapokmányának 73. paragrafusát, amely elismerte a gyarmatok önrendelkezési jogát, és a nagyhatalmak is egyre erősebben követelték, hogy adja meg az önállóságot Kongónak. A belga kormány a belső és külső nyomást kezdetben nem vette figyelembe. 1955-ben J. van Bilsen flamand közgazdász elkészített egy tanulmányt, „Belga Afrika politikai emancipációjának 30 éves terve” címmel, amelyben kifejtette, hogyan lehetne fokozatosan felkészíteni a kongóiakat a kormányzás felelősségének vállalására. A tervet Belgiumban vita és értetlenség fogadta: a kormánynak nem tetszett, mivel a terv végeredményeként fel kellett volna adni a gyarmatot, míg a reformokat támogató évolués azt kifogásolták, hogy Belgium még további három évtizeden át uralta volna Kongót. A reformokat támogató katolikus évolués a tervet támogató közleményt jelentettek meg egy kongói napilapban Conscience Africaine címmel, és a kongói nép is lelkesen üdvözölte a tervet.
1959. január 4-én Léopoldville-ben – ma Kinshasa – az Abako híveinek tömeggyűlése függetlenségi felkelésbe fordul, amely négy napon át tartott. A felkelés leverését követően a hatóságok letartóztatták az Abako több vezetőjét, köztük Kasavubut is. Ennek ellenére 1959-ben a belga hatóságok legalizálták a politikai pártokat, majd általános választásokat szerveztek. A kongói pártok közötti tárgyalások eredményeként három nagy választási szövetség alakult meg: a federalista-nacionalista pártok, köztük az ABAKO és MNC - Kalonji, a Lumumba vezetése alatt álló MNC-Lumumba, és végül a Katanga régió vezetője, Moise Csombe befolyása alatt álló párt, amely kizárólag a tartomány gazdasági érdekeit és a Katanga Bányavállalat érdekeit képviselte.
1960. január 20-a és február 20-a között kerekasztal-megbeszélésekre került sor Brüsszelben a belga kormány és a kongói politikai pártok között, amelynek eredményeként kitűzték a választások időpontját. A parlamenti és a helyhatósági választásokra végül májusban került sor, amelynek eredményeként az Abako és az MNC kompromisszumot volt kénytelen kötni: Joseph Kasavubu-t választották meg a parlament elnökének, Lumumba lett a miniszterelnök.
A függetlenség kikiáltására, a parlament nyitóülésére, Kasabuvu és Lumumba beavatására 1960. június 30-án került sor. A függetlenség kikiáltásához kapcsolódó ünnepségeken I. Baldvin belga király is részt vett.
Az új ország a Kongói Köztársaság („République du Congo”) nevet vette fel. Mivel a francia irányítás alatt álló Közép-Kongó („Moyen Congo”) függetlenségének elnyerése után szintén a Kongói Köztársaság nevet vette fel, a félreértés elkerülésére a két országot a későbbiekben „Congo-Léopoldville” és „Congo-Brazzaville” néven emlegették, fővárosuk után.
1966-ban Joseph Mobutu az ország nevét Kongói Demokratikus Köztársaságra változtatta, majd 1971-ben ismét ő az országot Zairei Köztársaságra nevezte át.

## Következmények
Kasavubu és Lumumba között hamarosan kiéleződött a feszültség és 1960. szeptember 5-én Kasavubu menesztette Lumumbát. Lumumba alkotmányellenesnek kiáltotta ki Kasavubu lépését. A két vezető rivalizálása miatt kialakuló zűrzavaros helyzetet az újonnan alakult kongói hadsereg (Armée Nationale Congolaise) vezérkari főnöke, Joseph Mobutu használta ki, aki a nyugati hatalmak és Belgium pénzügyi támogatásával államcsínyt hajtott végre. Bár az országot látszólag rövid életű kormányok igazgatták, a rendet Mobutu és katonái tartották fenn.
1961. január 17-én belga ejtőernyősök és katangai katonák elrabolták majd kivégezték Lumumbát. 1965-ben Mobutu végleg átvette a hatalmat és saját magát nevezte ki kormányfőnek. Uralma 1997-ig tartott, amikor el kellett menekülnie az országból, amely ismét felvette a Kongói Demokratikus Köztársaság nevet.

## Belga Kongó főkormányzói
- báró Théophile Wahis (1908. november – 1912. május; eredetileg II. Lipót nevezte ki képviselőjének 1900-ban)
- Félix Alexandre Fuchs (1912. május – 1916. január)
- Eugène Joseph Marie Henry (1916. január – 1921. január)
- Maurice Lippens (1921. január –1923. január)
- Martin Rutten (1923. január – 1927. december)
- Auguste Tilkens (1927. december – 1934. szeptember)
- Pierre Ryckmans (1934. szeptember – 1946. július)
- Eugène Jacques Pierre Louis Jungers (1946. július – 1952. január)
- Léon Pétillon (1952. január – 1958. július)
- Henri Cornelis (1958. július – 1960. június)

## Lásd még
- Kongói Demokratikus Köztársaság
- Kongói Köztársaság
- Katanga
- Szabad Belga Haderő
- Force Publique
- University of Lovanium
- Tintin in the Congo
- A sötétség mélyén